# Focke-Wulf Fw 56
El Focke Wulf Fw 56 Stösser ('Azor' en alemán) era un monoplano de ala de parasol monoplaza de entrenamiento avanzado. Fue construido por la firma Focke-Wulf durante la década del 30 y del 40. Equipó las unidades de entrenamiento de pilotos de caza y bombardeo en picado de la Luftwaffe.

## Desarrollo
Diseñado para satisfacer una especificación del Reichsluftfahrtministerium  (Ministerio del Aire del Reich) por Kurt Tank, ingeniero en jefe de Focke-Wulf, con el propósito de ser un avión caza de formación avanzada. Durante un tiempo también se consideró la posibilidad de una eventual utilización como caza de defensa local, pero esto nunca sucedió.
El primer prototipo hizo su primer vuelo en noviembre de 1933. El segundo prototipo adoptó algunas modificaciones en el fuselaje y alas; estas, pasaron de estar construidas de madera a metal y el apoyacabeza carenado del piloto fue eliminado. El tercer prototipo, que voló en febrero de 1934, regresó al uso de alas de madera y con un tren de aterrizaje modificado satisfizo a los técnicos.
En 1935 se realizaron vuelos de evaluación entre el Fw 56 y sus dos competidores, el Arado Ar 76 y Heinkel He 74 , tras los cuales el Ministerio del Aire ordenó el comienzo de la producción del Focke Wulf Fw 56. En total se construyeron alrededor de 1.000 ejemplares, principalmente usados en Alemania, aunque cierto número fue utilizado en Austria y Hungría entre otros países. Algunos ejemplares fueron vendidos para uso privado, como por ejemplo, al famoso piloto acrobático Gerd Achgelis, que más tarde junto con Henrich Focke fundó la compañía de helicópteros Focke-Achgelis .
A finales de 1936, Ernst Udet, gran defensor del uso del bombardeo en picado, probó el segundo prototipo - Fw 56 V2 - en este papel; para ello se le instalaron lanzabombas bajo cada semiplano, capaz cada uno para tres bombas fumígenas de 1 kg. Debido a su recomendación el desarrollo de aparatos para tal uso específico cobró mayor importancia.
En su definitiva configuración, el Fw 56 era un avión de ala de parasol con un fuselaje cuya estructura era de tubo de acero, revestida con tela, salvo la parte delantera que lo era en metal. El ala estaba construida con madera, revestida principalmente con paneles de contrachapado, mientras que el borde de salida estaba recubierto de tela; el tren de aterrizaje era fijo de tres puntos con patín de cola.

## Especificaciones
Referencia datos: Enciclopedia ilustrada de la aviación, vol. 8, p. 1838 (Focke-Wulf Fw 56A-1)

### Características generales
- Tripulación: 1 piloto
- Longitud: 7,70 m
- Envergadura: 10,54 m
- Altura: 3,55 m
- Superficie alar: 14 m²
- Peso vacío: 695 kg
- Peso máximo al despegue: 995 kg
- Planta motriz: 1× motor en línea de 8 cilindros en V invertida Argus As 10 C.
  - Potencia: 177 kW (237 HP; 240 CV)
- Hélices: 1× bipala de paso fijo por motor.

### Rendimiento
- Velocidad máxima operativa (Vno): 278 km/h
- Velocidad crucero (Vc): 255 km/h
- Velocidad de entrada en pérdida (Vs): 90 km/h (56 MPH; 49 kt)
- Alcance: 400 km
- Techo de vuelo: 6.200 m
- Régimen de ascenso: 8,42 m/s

### Armamento
- Ametralladoras: 2× MG 17 de 7,92 mm
- Bombas: 30 kg

## Variantes
- Fw 56a: Primer prototipo.
- Fw 56 V2: Segundo protoipo.
- Fw 56 V3: Tercer prototipo.
- Fw 56A-0: Tres aviones de preproducción.
- Fw 56A-1: Monoplaza de formación avanzada. Versión de producción principal.

## Operadores
Austria
- Fuerza Aérea Austriaca

 Bolivia
- Fuerza Aérea Boliviana dos ejemplares.

 Bulgaria
- Fuerza Aérea Búlgara

 III Reich
- Luftwaffe

 Reino de Hungría
- Fuerza Aérea Húngara

 Rumania
- Real Fuerza Aérea Rumana

 Segunda República Española
- Fuerzas Aéreas de la República Española[1]

 España
- Ejército del Aire de España

 Países Bajos